# Токсово
То́ксово (фин. Toksova) — посёлок городского типа во Всеволожском районе Ленинградской области. Административный центр Токсовского городского поселения.

## Название
Общепринятой точки зрения на возникновение названия не существует. Топоним прибалтийско-финского происхождения «Токсово» созвучен слову фин. tuoksuva со значением «благоухающий», «ароматный», по сути соответствующим реалиям этих мест из-за обилия черёмухи и пахучих трав. Посёлок мог получить такое название сразу или через посредство названий каких-либо водных объектов поблизости – гидронимов. 
По мнению специалиста в области топонимики Е. М. Поспелова, в топониме «Токсово» первично название озера (какого именно – не уточняется) с финской основой toks, этимология которой не установлена. По другой дискуссионной теории, наименование населённого пункта восходит к гидрониму «т[у]окса»; имеется в виду речка под таким наименованием, протекающая в западной части посёлка.

## История
Первое письменное упоминание относится к 1500 году — в Писцовой книге Водской пятины Новгородской земли упомянуты сразу четыре деревни под названием Токсово: «деревня Токсово», «деревня Токсово ж над озером над Токсовым», «деревня Токсово над Токсовым в конце» и «деревня Токсова у озера у Токсова».
Первое картографическое упоминание — селение Tocksova — происходит в 1580 году на «Карте Карелии, составленной после взятия Кексгольма».
В годы шведского владычества (XVII век) Токсово становится крупным центром религии и культуры. Токсовская лютеранская община (ранее называвшаяся Корабсельская) была основана в 1625 году. Первая деревянная Андреевская кирха располагалась между Лупполово и Вартемягами, но была сожжена в 1704 году. В 1757 году деревянная кирха была отстроена заново, теперь уже в Токсове. Она прослужила около полувека и была разобрана в 1800‑х годах.

ТОКСОВО — село принадлежит ведомству коменданта Санкт-Петербургской крепости, жителей по ревизии 41 м. п., 44 ж. п.; В оном: Кирка деревянная Евангелическо-Лютеранского прихода. (1838 год)

На этнографической карте Санкт-Петербургской губернии П. И. Кёппена 1849 года оно упомянуто как село «Toxowa», расположенное в ареале расселения эвремейсов. В пояснительном тексте к этнографической карте указано количество его жителей на 1848 год: эвремейсов — 76 м. п., 87 ж. п., ижоры — 5 м. п., 2 ж. п., всего 170 человек.

ТОКСОВО — село ведомства коменданта Санкт-Петербургской крепости, 11 дворов, 35 душ м. п. (1856 год)

Число жителей села по X ревизии 1857 года: 30 м. п., 34 ж. п..
Согласно «Топографической карте частей Санкт-Петербургской и Выборгской губерний» в 1860 году село Токсово насчитывало 10 дворов.

ТОКСОВО — село комендантского ведомства при озере Хипоярви; 14 дворов, жителей 35 м. п., 53 ж. п.; Лютеранская кирка. Вотчинная контора. (1862 год)

В 1875 году было открыто Токсовское двуклассное училище (земская школа).
В 1876 году открылась начальная церковно-приходская школа:76,77.
Согласно подворной переписи 1882 года в селе проживали 15 семей, число жителей: 45 м. п., 39 ж. п.; лютеране: 41 м. п., 38 ж. п.; разряд крестьян — ведомства Санкт-Петербургского коменданта, а также пришлого населения 17 семей, в них: 37 м. п., 33 ж. п., лютеране: 23 м. п., 28 ж. п.. Земля отведена всей волости, но не распределена между селениями, сельского общественного управления нет.
В 1883—1886 годах временнообязанные крестьяне села Токсово выкупили свои земельные наделы у ведомства коменданта Санкт-Петербургской крепости.
Сборник Центрального статистического комитета описывал село так:

ТОКСОВО (КЮРКОН-КЮЛЯ) — село бывшее владельческое при озёрах Кауголовском, Курголовском и Хипоярви, дворов — 13, жителей — 60; Церковь лютеранская, три школы, постоялый двор, лавка, ветряная мельница. (1885 год).

Каменная кирха в честь свв. апостолов Петра и Павла по проекту архитектора К. Т. Соловьёва на 1136 мест была освящена 30 августа 1887 года, а из старой деревянной был построен дом пастора. «Александровская» — это народное название, в честь посещения её императором Александром III.

ТОКСОВО — село при о. Хипоярви 14 дворов, 35 м. п., 53, ж. п., всего 88 чел. Лютеранская кирка. Вотчинная контора. (1896 год)

Административно Токсово в конце XIX — начале XX века относилось ко 2-му стану Шлиссельбургского уезда Санкт-Петербургской губернии. Население его было однородным — финским.
В 1900 году в селе открылась воскресная школа, содержавшаяся на средства прихожан. Обучение в ней чтению, письму и лютеранскому катехизису вели пасторы Ф. Реландер и Э. Хансон:76,77.
В 1902 году на Всероссийской кустарно-промышленной выставке в Таврическом дворце от села Токсово были представлены «полушерстяные материи, сукна, половики и пр.» сработанные Прасковьей Михайловой, Екатериной Нурминен и Вальборг Ламбер.
В 1913 году в земской школе учительствовали «С. Тиихонен и барышня Смирнова», а в 1914 — Михаил Андреевич Косолайнен и Мария Николаевна Смирнова.
В Токсове никогда не было крепостного права. Основным занятием местных крестьян было производство молочных продуктов для петербургских рынков и дачников, живших здесь летом.
Со второй половины XIX века село Токсово — известное дачное и курортное место (живописный холмистый рельеф и большое количество разнообразных озёр) в окрестностях столицы.
Дореволюционный специалист по дачному отдыху В. К. Симанский так описывал Токсово в 1892 году: «живописностью отличается чухонская деревня Токсово, находящаяся в 26 верстах от Шувалова. Некоторые называют эту местность Петербургскою Швейцарией». И действительно, по сравнению с болотистыми предместьями Петербурга живописные холмы, долины и озёра Токсова производили впечатление гористой местности.
Дорога в Токсово начиналась тогда от Шувалова и шла через 1-е Парголово или Юкки, «мимо бедных чухонских деревушек» Порошкино, Мистолово и Сярьги. Деревни эти были разбросаны на голой, безлесной местности, и дачи в них никто не снимал.
Далее за каменистой речкой Охтой располагалось Токсово. Въезд в деревню начинался от озера Кривого и трёх постоялых дворов.
Лучшие виды на окрестности Токсова открывались с так называемой Чайной горы и Крестовой горы, а с Комендантской горы был виден даже Петербург.
Большое количество столичных жителей поселялось в Токсове на всё лето, снимая жильё у местных крестьян за 30—50 рублей за сезон. Для нужд дачников жил здесь и «казённый доктор». Крестьяне Токсова, кроме дачного промысла, занимались продажей молока в город и пашней. «С проведением сюда от Мурина шоссе, Токсово, вероятно, обратится в одну из любимых столичными жителями дачных местностей», предсказывал В. К. Симанский — и оказался прав.
В 1905 году в селе размещалась Токсовская конно-почтовая станция на 8 лошадей. Обслуживались маршруты до Матоксы (18 верст) и до Лесного (пригород СПб, 22 версты). Содержал станцию М. Таску. Плата была — 3 копейки с версты и лошади.
Всего к Токсовскому приходу в начале XX века относилось около 11 000 человек.
С 1917 по 1919 год в селе работало Христианское народное училище.
С 1917 по 1927 год Токсово было административным центром Токсовской волости, территория которой затем вошла в состав Куйвозовской волости.
Главными промыслами, по данным обследования за 1923 год в Токсовской волости являлись: наём на сельхозработы, пастушество, лесные заготовки, драньё коры и лыка, пилка дров и брёвен, грибно-ягодный промысел, рыбная ловля, добыча и прессовка торфа, добыча песка и глины, ломка камня, бондарный, колёсный, столярный промыслы, вязка прутьев и мётел, отход в Ленинград на ассенизационные работы и вывоз мусора, торговля садовыми ягодами, дровами и рыбой, служба в правительственных учреждениях.
В 1925 году Токсово было административным центром Токсовской волости Ленинградского уезда с населением 8647 человек, 11 сельсоветами и 66 деревнями.
Согласно переписи населения СССР 1926 года село Токсово Токсовского сельсовета Токсовской волости Ленинградского уезда состояло из «посёлков»: Аунелово, Кирконкюля, Русский, Таргиязи и Ховинмякки, общей численностью населения 631 человек. Абсолютное большинство населения составляли ингерманландцы, а также были представлены русские, финны, эстонцы, латыши, литовцы, татары, белорусы и немцы.
В 1927 году путеводители описывали Токсово так:

Благодаря своей живописности эти места уже с давних лет заслужили название «Петербургской Швейцарии» и привлекали к себе экскурсантов ещё до постройки железной дороги… 

В ½ км от станции Токсово, на высокой горе расположена финская деревня Токсово, ставшая за последние годы очень бойким дачным местом, куда в праздничные дни устремляется много гуляющей и экскурсирующей публики. Деревня разбросана на большое пространство по берегам многочисленных заливчиков и бухт озера Хепо-Ярви, и со многих пунктов её открываются красивые виды, если и не вполне «швейцарские», то во всяком случае близкие по характеру к финляндским. В Токсове есть школа, больница, кооператив, лютеранская кирка, радиоклуб и даже электрическая станция. К югу от Хепо-Ярви среди холмистой местности, где находится небольшое, но длинное озеро Веро-Ярви, соединённое с Хепо-Ярви каналом, сделанным ещё в петровские времена, разбросан целый ряд мелких финских деревушек и хуторов, большая часть населения которых тоже живёт дачным промыслом или поставляет молоко в Ленинград. Местность к востоку от озера Хепо-Ярви, где из него вытекает р. Морья, впадающая в Ладожское озеро, наименее населена из-за присутствия здесь значительных болот.
К северу от этих больших озёр имеется ещё целый ряд маленьких, как Кангислампи, Хене-Ярви, Муста-Ярви, Лайдика, Хюва-Ярви, Воякка-Ярви, Мадала-Ярви, Тиннукса-Ярви, Кортелампи и др., занимающих дно долин, постепенно зарастающих и превращающихся в болото; они являются остатками прежних более значительных водных бассейнов. Осоковых и торфяных болот здесь, вообще, много, некоторые из них уже энергично осушаются населением и превращаются в сенокосные угодья. Луга здесь роскошны, в разгар лета блещут сотнями цветов и представляют много интересного для естественника.
Никаких древностей и памятников старины в районе Токсова нет, но местные жители рассказывают про находки старинного шведского оружия в 10 км к северу от Токсова, а известный путешественник Георги в описании своего знаменитого путешествия указывает на старинное укрепление близ Токсова и на то, что в болотах там были найдены очень старинные гати.

В отличие от дореволюционного специалиста по дачному отдыху В. К. Симанского и путеводителя за 1927 год, составители путеводителя «На лыжах по окрестностям Ленинграда» так характеризуют Токсово в 1930 году:

Селение Токсово находится в 11/4 км от станции того же имени. Заходить туда не стоит, так как в самой деревне нет ничего интересного.

Постановлением Президиума ВЦИК от 20 апреля 1930 года деревня Токсово была преобразована в дачный посёлок, по другим данным село Токсово было преобразовано в дачный посёлок 1 апреля 1930 года.
С 30 октября 1930 года дачный посёлок Токсово — центр Куйвозовского финского национального района, а с 20 марта 1936 года по 22 февраля 1939 года — центр Токсовского района Ленинградской области.
22 августа 1937 года кирха была закрыта, разделена перекрытиями на три этажа и передана под клуб.

Село Токсово на карте 1939 года

Согласно топографической карте РККА 1939 года село насчитывало 511 дворов. В селе располагалась почта и сельсовет. В 1940 году Токсово также насчитывало 511 дворов.
К началу войны в Токсовском сельсовете проживало 5375 человек, которые в основном занимались сельским хозяйством. На территории сельсовета имелось 7 колхозов с наличием 327 колхозных дворов.
В 1941 году население Токсовского сельсовета внесло на постройку танковой колонны 45 000 рублей. В сентябре того же года сельсовет принял 8000 человек, эвакуированных из Карело-Финской ССР и других районов Ленинградской области.
В конце 1942 года в Токсове была образована лесозаготовительная контора, обеспечивавшая топливом блокадный Ленинград.
В годы войны в посёлке располагались:
- эвакуационные госпитали № 257, 1329
- терапевтический полевой подвижный госпиталь № 632
- хирургический полевой подвижный госпиталь № 632, 815, 5235
- инфекционные госпитали № 2198, 2238
- управление головного полевого эвакуационного пункта № 91 с эвакоприёмником[44]

После войны посёлок — центр зимних видов спорта (трамплины, лыжные трассы и др.) на Северо-Западе России, получивший мировое признание.
13 мая 1963 года дачный посёлок Токсово (по другим данным — село Токсово) был отнесён к категории рабочих посёлков, а Токсовский сельсовет — ликвидирован.
Из сельского в состав вновь образованного Токсовского поселкового совета вошли деревни: Варкалово, Аудио и Новое Токсово, как находящиеся в черте перспективного развития рабочего посёлка. Деревня Хиттолово и посёлок при станции Осельки перешли в состав Лесколовского сельского Совета. Деревня Сярьги перешла в состав Муринского сельского Совета.
В 2003 году, по проекту жителя Токсово В. Ф. Назарова, впервые в посёлке была построена православная церковь — Михаила Архангела с колокольней и гериатрическим центром.

## География
Посёлок расположен в центральной части района на автодороге 41К-065 (Санкт-Петербург — Матокса) в месте пересечения её автодорогой 41К-066 (Подъезд к ст. Ламбери).
Расстояние до районного центра — 24 км.
Посёлок расположен на восточном берегу Кавголовского озера и западном озера Хепоярви. В северной части посёлка расположено Курголовское озеро.

## Климат
Климат умеренный. Лето умеренно теплое. Средняя температура июля 16,7 °C. Высота снежного покрова на склонах возвышенностей может достигать 1 м.

## Население
| 1862  | 1935  | 1939  | 1959  | 1970  | 1979  | 1989  | 1997  | 2002  | 2006  | 2007  | 2009  |
| ----- | ----- | ----- | ----- | ----- | ----- | ----- | ----- | ----- | ----- | ----- | ----- |
| 88    | ↗1167 | ↗2703 | ↗6950 | ↗7616 | ↘6260 | ↘5699 | ↘5500 | ↗5893 | ↘5500 | →5500 | ↘5450 |
| 2010  | 2012  | 2013  | 2014  | 2015  | 2016  | 2017  | 2018  | 2019  | 2020  | 2021  | 2023  |
| ↗6127 | ↗6142 | ↘5976 | ↘5849 | ↘5677 | ↘5644 | ↘5616 | ↘5545 | ↗5620 | ↘5499 | ↗7869 | ↘7267 |
| 2024  | 2025  |       |       |       |       |       |       |       |       |       |       |
| ↘6806 | ↘6684 |       |       |       |       |       |       |       |       |       |       |

Изменение численности населения Токсова за период с 1838 по 2024 год:
Летом, за счёт дачников, численность населения может возрастать до 40 000 человек.

### Национальный состав

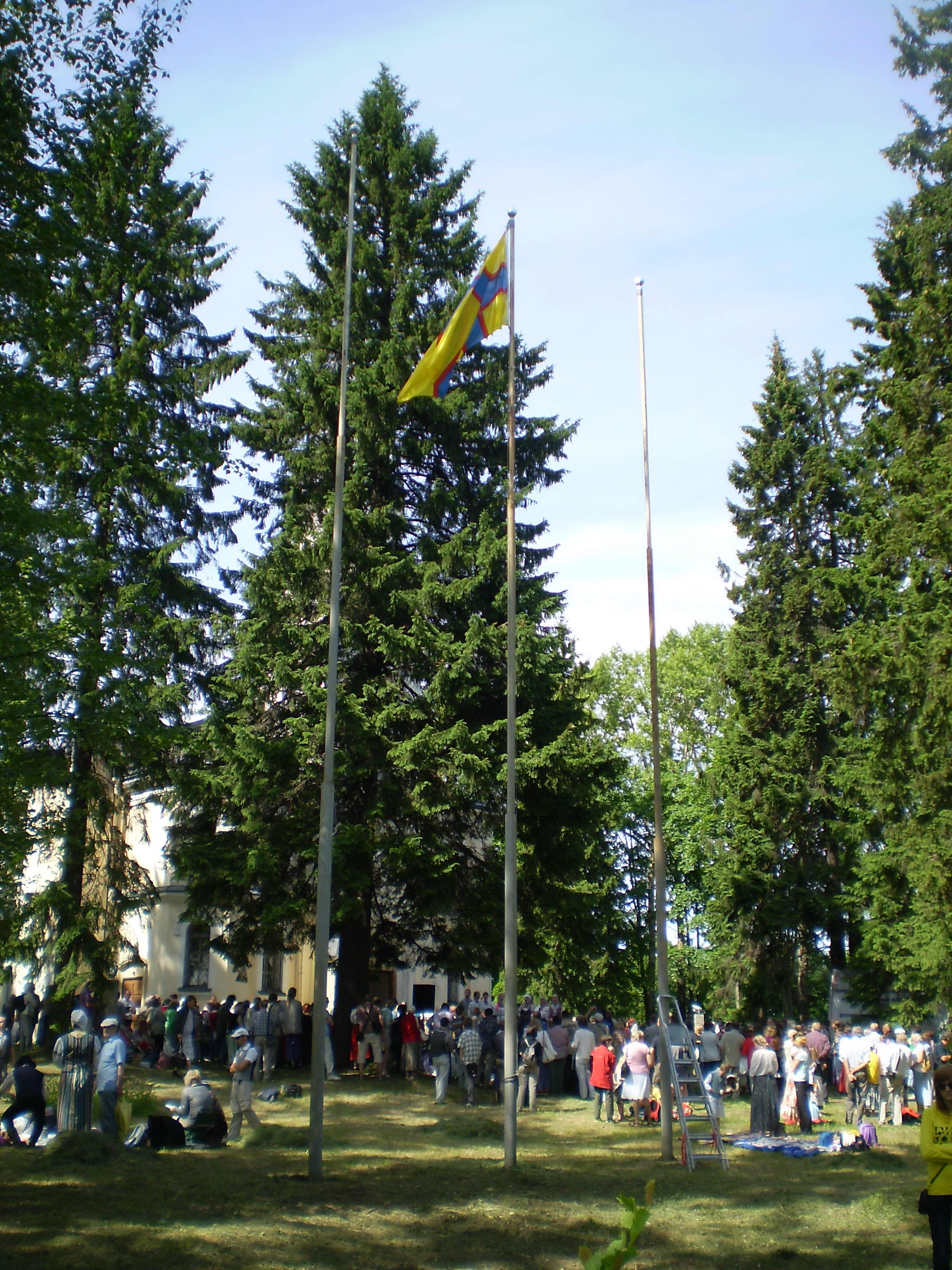
Юханнус. 2012 год

Изменение численности населения Токсовского прихода за период с 1842 по 1919 год:96:
По данным переписи 1920 года, национальный состав населения Токсовской волости выглядел следующим образом:
- финны — 4198 (86,11 %)
- русские — 663 (13,62 %)
- эстонцы — 13 (0,26 %)

По данным переписи населения 1926 года, национальный состав населения Токсова выглядел следующим образом:

АУНЕЛОВО (с. ТОКСОВО) — посёлок Токсовского сельсовета Токсовской волости, 35 хозяйств, 114 душ.

Из них: русских — 13 хозяйств, 26 душ; финнов-ингерманландцев — 22 хозяйства, 88 душ.

КИРКОНКЮЛЯ (с. ТОКСОВО) — посёлок Токсовского сельсовета Токсовской волости, 86 хозяйств, 215 душ.

Из них: русских — 32 хозяйства, 67 душ; финнов-ингерманландцев — 48 хозяйств, 137 душ; немцев — 1 хозяйство, 1 душа; латышей — 1 хозяйство, 3 души; белорусов — 1 хозяйство, 2 души; карел — 1 хозяйство, 1 душа; татар — 2 хозяйства, 4 души.

РУССКИЙ (с. ТОКСОВО) — посёлок Токсовского сельсовета Токсовской волости, 17 хозяйств, 44 души.

Из них: русских — 11 хозяйств, 25 душ; финнов-ингерманландцев — 5 хозяйств, 18 душ; эстов — 1 хозяйство, 1 душа.

ТАРГИЯЗИ (с. ТОКСОВО) — посёлок Токсовского сельсовета Токсовской волости, 19 хозяйств, 55 душ.

Из них: русских — 5 хозяйств, 12 душ; финнов-ингерманландцев — 14 хозяйств, 43 души.

ХОВИНМЯККИ (с. ТОКСОВО) — посёлок Токсовского сельсовета Токсовской волости, 67 хозяйств, 195 душ.

Из них: русских — 27 хозяйств, 70 душ; финнов-ингерманландцев — 39 хозяйств, 122 души; литовцев — 1 хозяйство, 3 души.

В том же 1926 году был организован Токсовский финский национальный сельсовет, население которого составляли: финны — 1282, русские — 340, другие нац. меньшинства — 39 человек.
В состав Токсовского сельсовета по данным переписи населения 1926 года, кроме пяти посёлков села Токсово, входили: водокачка и казармы № 1, № 2, № 3 при станции Токсово, а также будки на 25-й и 27-й версте Финляндского участка ОЖД.
1 августа 1927 года Токсовский финский национальный сельсовет вошёл в состав Куйвозовского района Ленинградской области из Куйвозовской волости Ленинградского уезда. Центром сельсовета являлась деревня Токсово, в его состав входило 27 населённых пунктов.
В ноябре 1928 года к Токсовскому был присоединён Таскумякский сельский Совет.
30 октября 1930 года в дачный посёлок Токсово из деревни Куйвози был перенесён центр Куйвозовского финского национального района.
По административным данным 1933 года, в Токсовский сельсовет Куйвозовского района входили: дачный посёлок Токсово; деревни Кирконкюля, Аунелово, Ховимяки, Торгиязи, Русский Посёлок, Таскумяки, Ломбери, Короземяки, Моизно, Вилькиле, Большая Кидрумяки, Малая Кидрумяки, Конкалово, Мустодимяки, Пухаломяки, Вилькоуну, Хампулово, Хутрузимяки, Келломяки и выселок Муртая, общей численностью населения 1557 человек. Центром сельсовета была деревня Кирконкюля.
20 марта 1936 года Куйвозовский финский национальный район был переименован в Токсовский финский национальный район.
По административным данным того же года, центром Токсовского сельсовета Токсовского района являлась деревня Токсово. В сельсовете было 17 населённых пунктов, 1017 хозяйств и 5 колхозов.
22 февраля 1939 года, созданные по национальному признаку административно-территориальные единицы были ликвидированы, Токсовский район — упразднён.
До 1942 года — место компактного проживания ингерманландских финнов.
По данным переписи 2002 года, национальный состав населения Токсова выглядел следующим образом:
- русские — 5221 (88,6 %)
- украинцы — 243 (4,1 %)
- финны — 122 (2,1 %)
- белорусы — 92 (1,6 %)
- прочие — 215 (3,6 %)

В 2012 году в посёлке Токсово прошло празднование национального праздника ингерманландских финнов Юханнус.
Согласно данным Всероссийской переписи населения 2021 года в посёлке проживали 7869 человек, из них:
 русские — 7075, украинцы — 42, узбеки — 32, армяне — 28, татары — 19, белорусы — 18, таджики — 18, башкиры — 8, казахи — 7, киргизы — 7, молдаване — 7, финны — 7, даргинцы — 6, вепсы — 3, лезгины — 3, литовцы — 3, азербайджанцы — 2, буряты — 2, корейцы — 2, лакцы — 2, чуваши — 2, эстонцы — 2, аварцы — 1, арабы — 1, болгары — 1, венгры — 1, грузины — 1, табасараны — 1, турки — 1, другие национальности — 41 человек, остальные национальность не указали.

## Транспорт
Через Токсово проходит железная дорога Приозерского направления Октябрьской железной дороги, на его территории есть два остановочных пункта: станция Токсово и платформа Кавголово (не путать с деревней Кавголово). Часть Токсова, прилегающую к платформе Кавголово, неофициально так же называют — «Кавголово».
Автобусные маршруты:
- № 205 (Лехтуси —  «Проспект Просвещения»), протяжённость 40,4 км
- № 413 (Токсово —  «Проспект Просвещения»), протяжённость 32 км
- № 491 (станция Токсово — Вартемяги), протяжённость 18 км
- № 619 (Гарболово —  «Девяткино»), протяжённость 47 км
- № 622 (Гарболово — платформа Всеволожская), протяжённость 73,7 км
- № 625 (платформа Всеволожская — Сертолово, микрорайон «Чёрная Речка»), протяжённость 60 км

Маршрутные такси:
- № 674 (Токсово —  «Парнас»), протяжённость 31 км

## Спорт

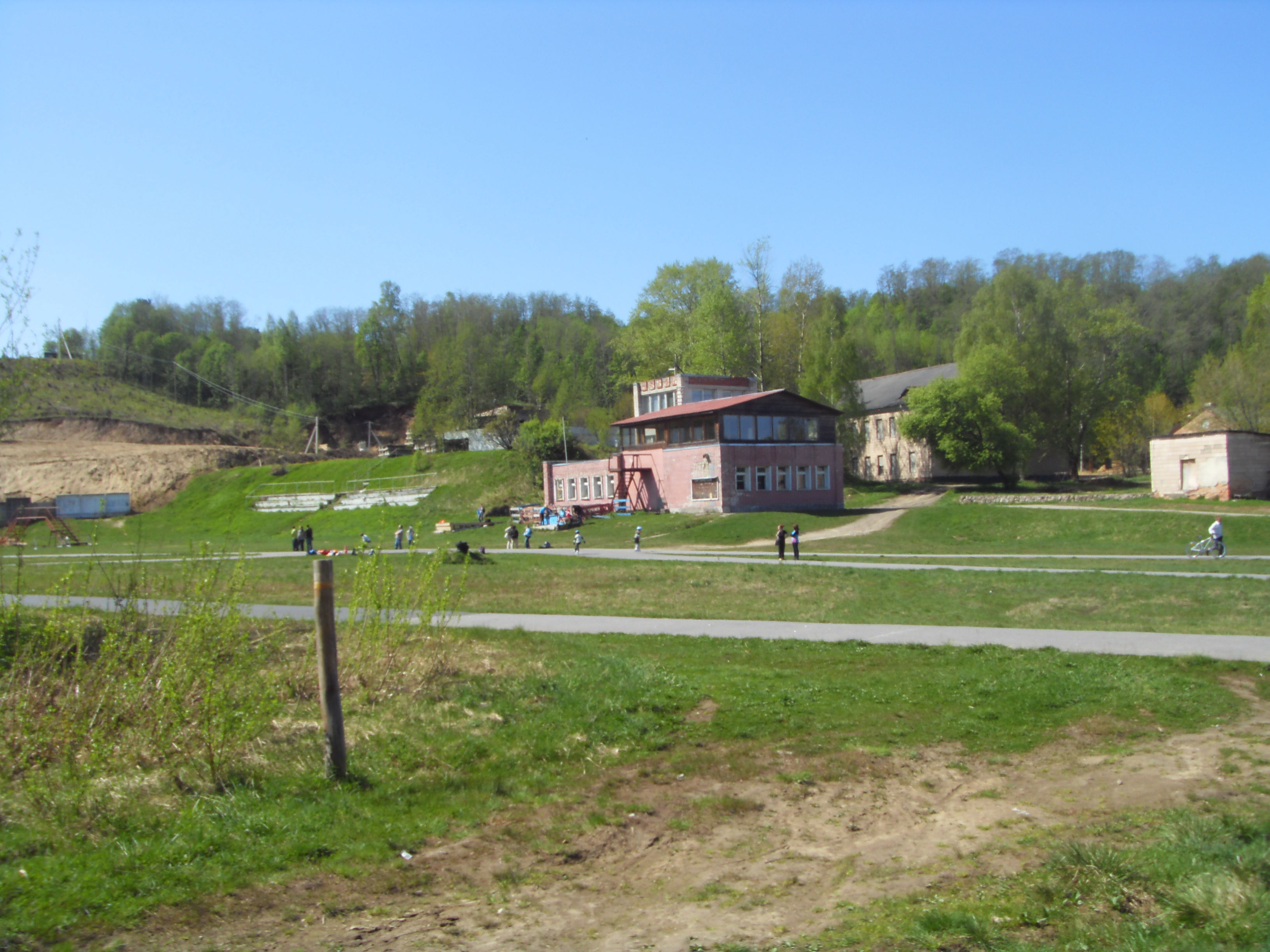
Спортивная база СКА-5.
Лыже-биатлонный стадион

В Токсове сосредоточены крупнейшие в Ленинградской области лыжные базы и горные склоны, в том числе:
- Центр спорта и отдыха «Северный склон» (горнолыжный курорт)
- Лыже-биатлонная база СКА-5
- Спортивно-тренировочная база Военного института физической культуры
- Тренировочная база Университета имени Лесгафта
- Лыжедром
- Трамплины
- Памп-трек
- Мини-рампа

Данные объекты расположены в северной и северо-восточной части Токсова — и, чтобы добраться до них пользуясь электропоездом, удобнее выходить не на станции Токсово, а на платформе Кавголово. Из-за этого перечисленные объекты нередко называют кавголовскими, хотя они являются токсовскими и имеют почтовый адрес «Токсово».

## Известные жители
С Токсовом связаны имена многих известных в России и мире людей: Андрей Битов, Алексей Толстой, Дмитрий Сергеевич Лихачёв, Павел Садырин, Самуил Маршак, Михаил Глинка и многих других.
В мае-сентябре 1921 г. и летом 1927 г. в посёлке Токсово в доме финна Роугияйнена по улице Хепо-ярви № 13 (современный адрес Санаторная № 19) жил писатель Александр Грин. Здесь он работал над романом «Алголь — звезда двойная», охотился в местных лесах и рыбачил в Токсовских озёрах.
Академик А. Ф. Иоффе в выходные дни приезжал в Токсово в гости к академику И. В. Курчатову.
Герой Советского Союза В. Я. Петров (1921—1944), командир пешей разведки 146-го гвардейского стрелкового полка 48-й гвардейской стрелковой дивизии, жил в деревне Аудио и учился в Токсовской школе (ныне Токсовский центр образования носит его имя).
Здесь жил Николай Киселёв — серебряный призёр Зимней Олимпиады 1964 года в Инсбруке по лыжному двоеборью, а также Валентин Назаров — академик архитектуры и строительных наук, народный архитектор России.
Здесь живёт шестикратная олимпийская чемпионка, Герой Российской Федерации Любовь Егорова.

## Известные уроженцы
- Кондулайнен, Елена Ивановна (род. 1958) — заслуженная артистка Российской Федерации.
- Конкка, Юхани (1904—1970) — финский, ингерманландский писатель.
- Нюппёнен, Тойво Иванович (1931—2002) — кандидат геолого-минералогических наук, доцент Ленинградского горного института, преподаватель Конакрийского политехнического института (Гвинея, на французском языке), научный руководитель ставшего позднее политиком С. М. Миронова, автор многих научных трудов, один из первооткрывателей первого в мире крупного молибденового месторождения «Лобаш»[97][98].

## Достопримечательности

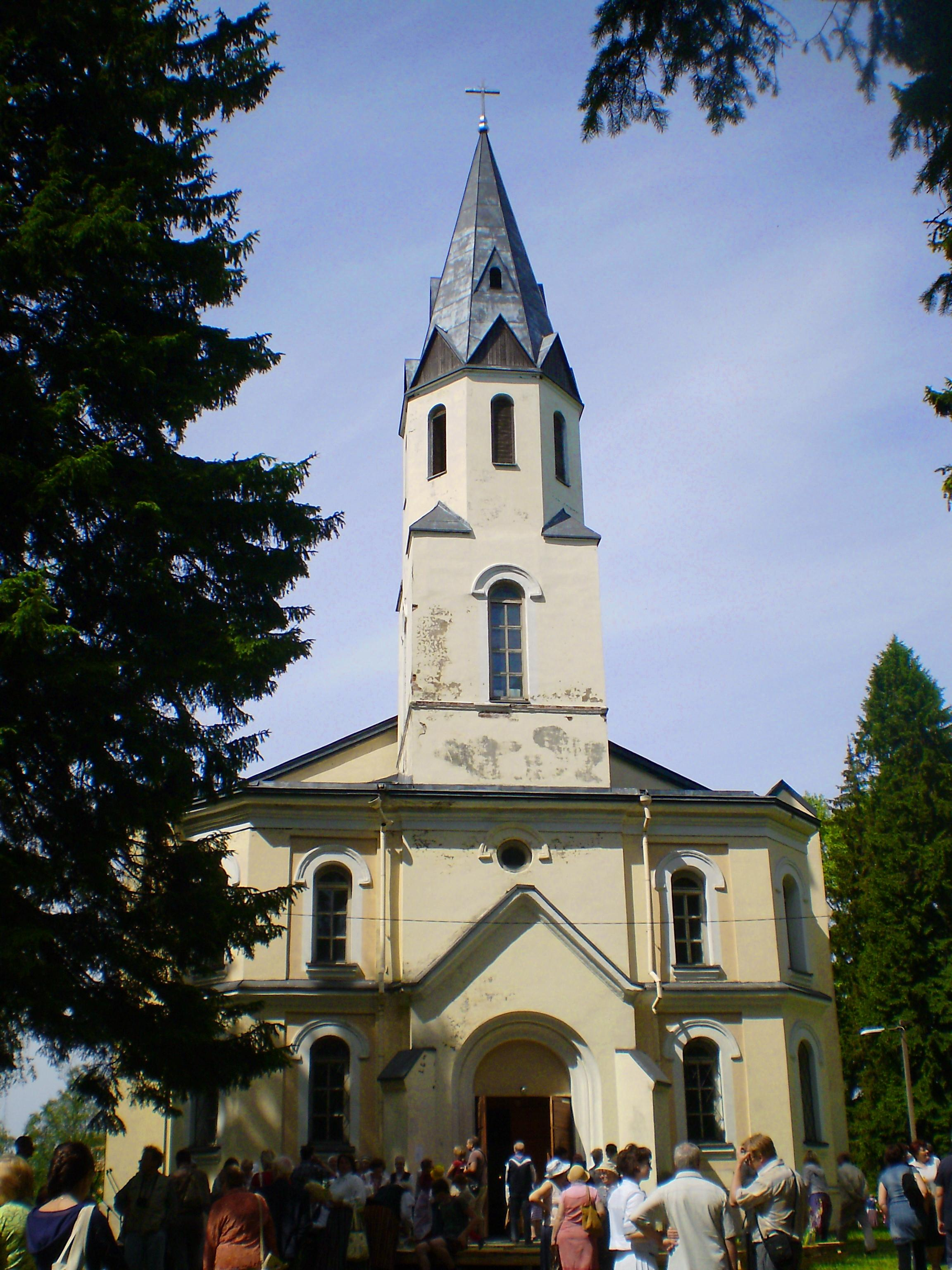
Кирха в Токсове (2012)

- Кирха святых апостолов Петра и Павла 1887 года постройки[99]
- Церковь Михаила Архангела
- Ново-Кавголовский лесопарк
- Музей советской игрушки (открыт в 2015 году)
- Питомник зубробизонов
- Музей Леса[100]
- Особо охраняемая природная территория (ООПТ местного значения) «Природный ландшафт озера Вероярви» (Кривое озеро) создана в 2008 году
- Памятник природы Токсовские высоты (ООПТ регионального значения, создано в 2014 году)
- Природный парк Токсовский (ООПТ регионального значения, создано в 2019 году)
- Первичный эталон (единственный в России) магнитной индукции
- Горнолыжные склоны[101] и др.

Объекты культурного наследия: дом, в котором жил и работал писатель А. Н. Толстой, место, где находилась первая отечественная радио-импульсная локаторная станция, сыгравшая важную роль в противовоздушной обороне Ленинграда, три братские могилы советских воинов, погибших в борьбе с фашистами, братское кладбище умерших от голода женщин, детей и стариков, эвакуированных из северных районов Ленинградской области и Ленинграда. 

Все они признаны памятниками истории согласно решению облисполкома № 189 от 16 мая 1988 года.
Школьный музей Великой Отечественной войны имени Героя Советского Союза В. Я. Петрова
Обелиск, памятник В. Я. Петрову
Геологические памятники природы: между озёрами Хепоярви и Кавголовским тянется холмистая камовая гряда шириной до 2 км. В списке ценных природных объектов, подлежащих охране во Всеволожском районе, утверждённом решением Всеволожского городского Совета народных депутатов от 8 апреля 1993 года за № 13, значится камовый рельеф с озёрами (Токсовско-Кавголовское террасированное плато, 100 га). Камы у посёлка Токсово занесены в перечень геологических объектов Ленинградской области, подлежащих изучению и признанных специалистами памятниками природы, а также объявлены геоморфологическим памятником природы федерального значения.

## Фото

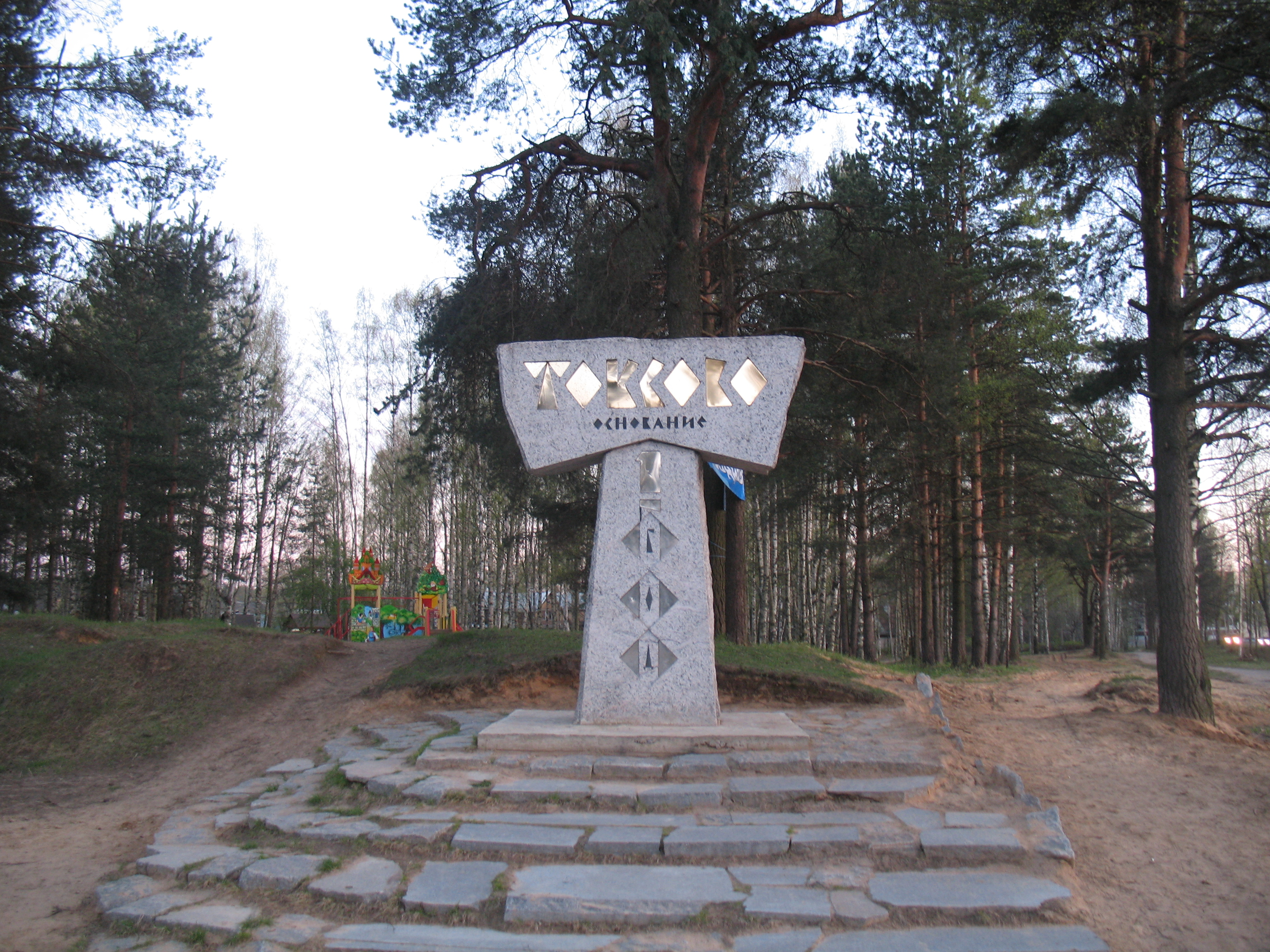
Памятный знак «Токсово — 500 лет»
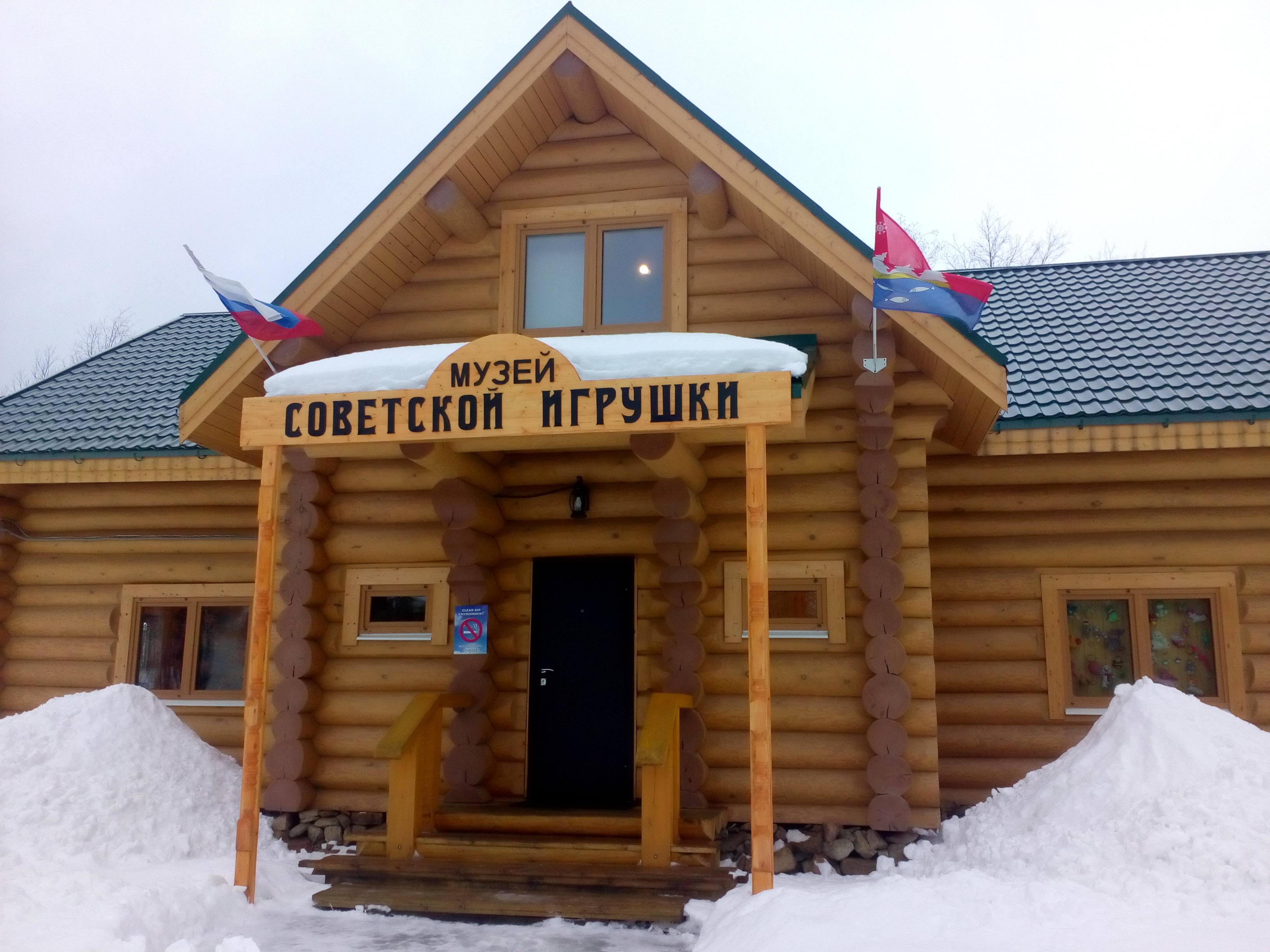
Музей советской игрушки
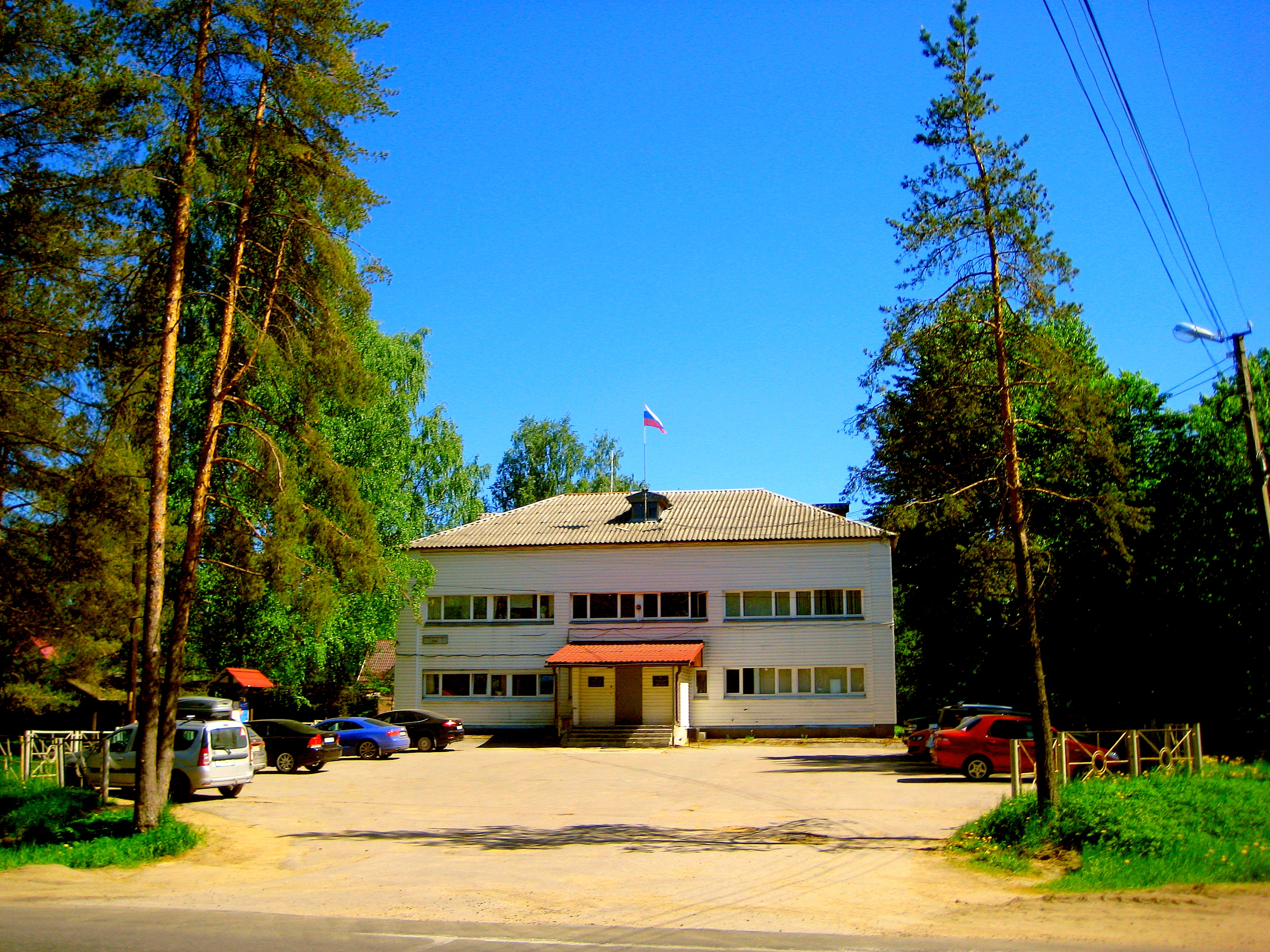
Здание администрации
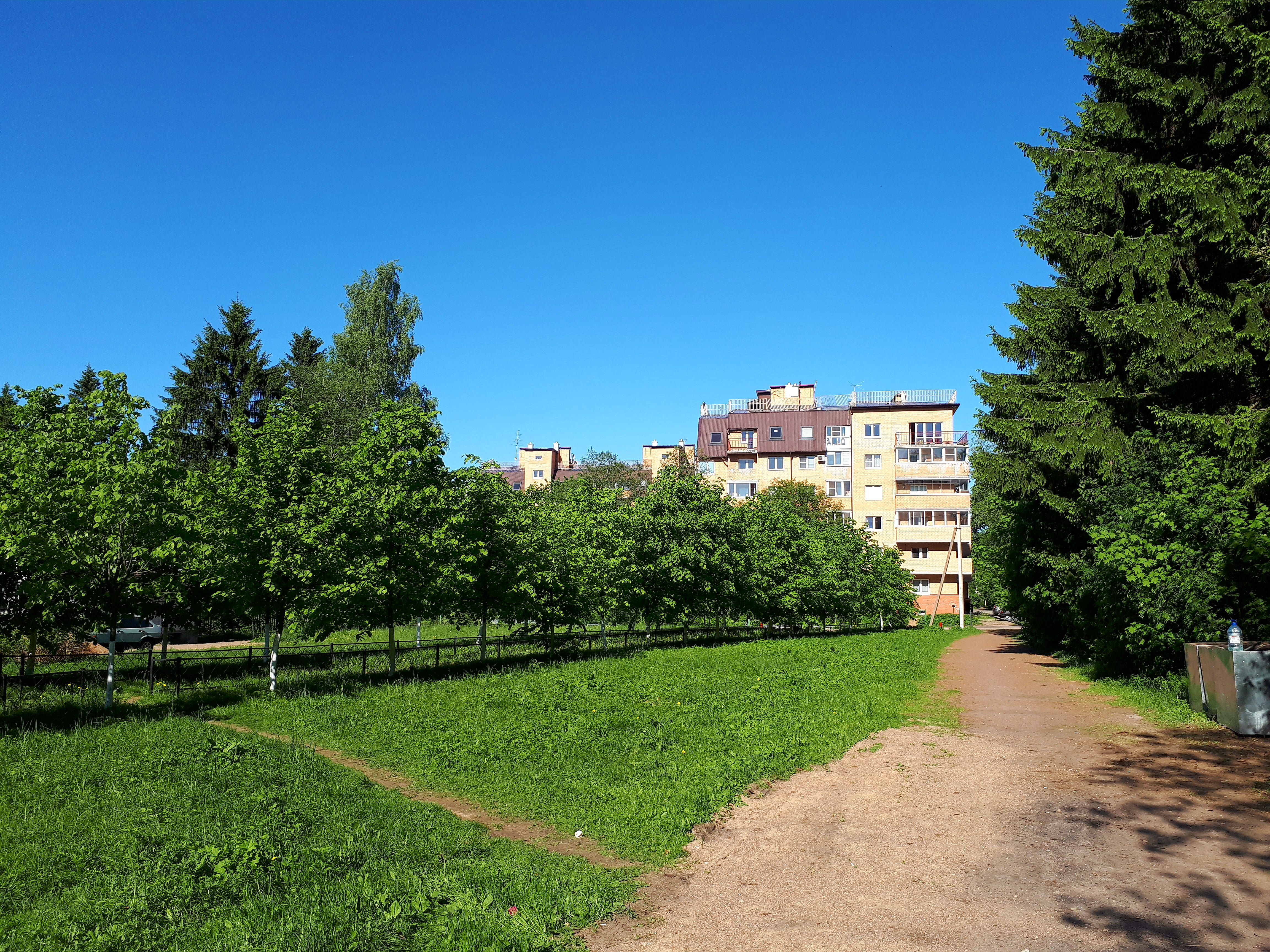
Улица Лесная
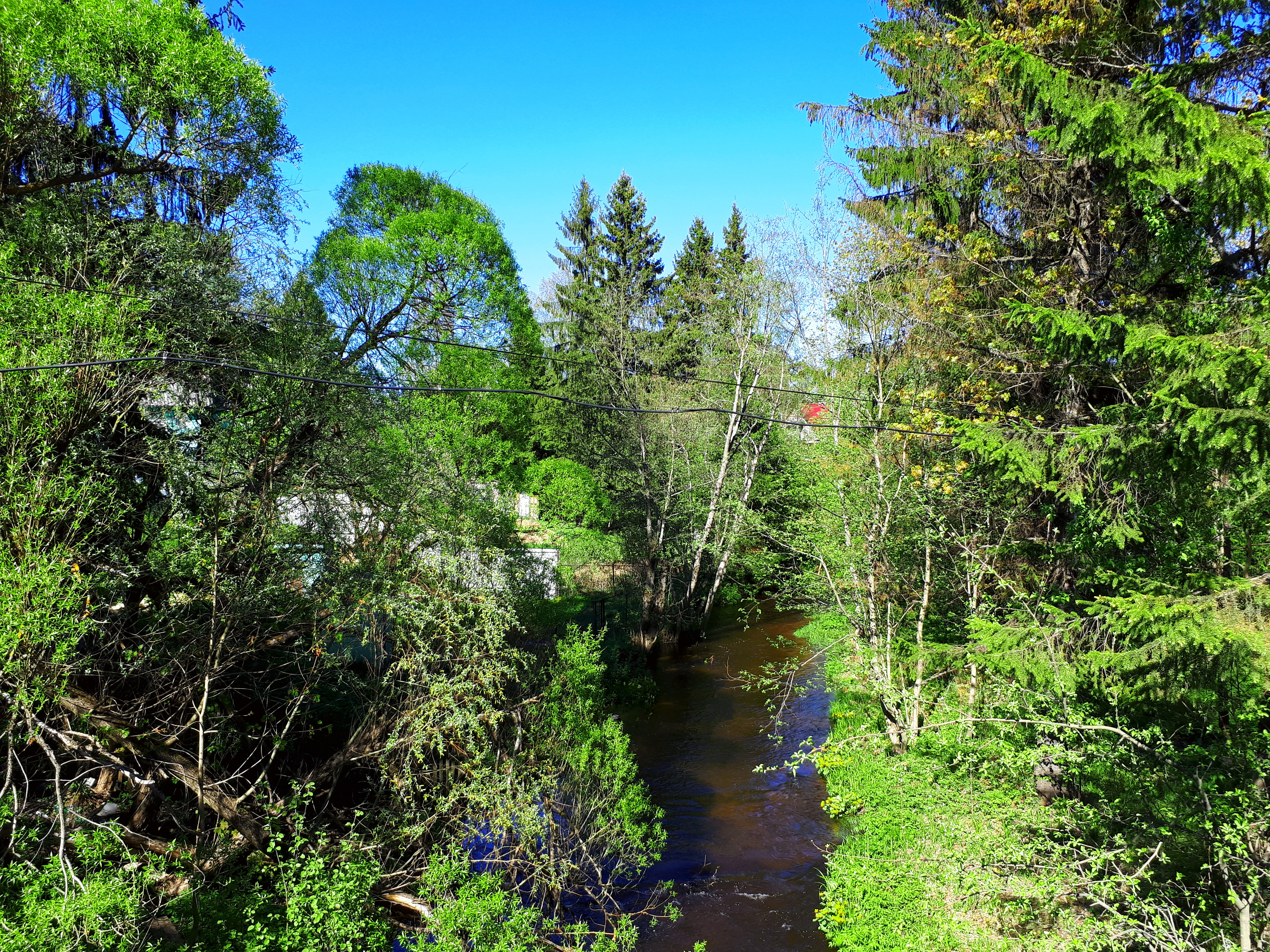
Река Токса

## Флора
Окрестные хвойные, смешанные и мелколиственные леса представляют типичную растительность подзоны южной тайги и состоят из сосны лесной, ели обыкновенной, берёзы повислой, берёзы пушистой, ольхи серой, осины, во влажных местах — ольхи чёрной. Кроме того, из естественно произрастающих лесных видов деревьев обычны рябина обыкновенная, ива козья, черёмуха обыкновенная, из кустарников — малина обыкновенная, реже — калина красная, ежевика несская, шиповник, смородина. На склонах, вершинах и у подножий холмов в местах с благоприятным микроклиматом встречаются дикорастущие (не путать с одичавшими!) широколиственные породы — лещина обыкновенная, дуб черешчатый, клён остролистный, реже — вяз шершавый и яблоня лесная. Из одичавших деревьев встречается яблоня домашняя. Из одичавших кустарников растут бузина красная, ирга, арония черноплодная и черноплодная рябина. Имеются искусственные насаждения лиственницы сибирской и некоторых других деревьев, а также кустарников.

## Улицы
В посёлке Токсово насчитывается 130 улиц, аллей и переулков, полный список можно посмотреть здесь.